# Sally Face
Sally Face es un juego de aventuras y terror creado por Steve Gabry, también conocido como Portable Moose. El personaje principal Sal Fisher (también conocido como Sally Face), un chico con una cara prostética, quién investiga asesinatos locales con sus amigos. El juego consta de 5 episodios que fueron lanzados entre 2016–2019. Sally Face también fue lanzado para  Nintendo Switch  en 2021.

## Jugabilidad
Sally Face es un juego de aventura que incluye narrativa, exploración, y la resolución de acertijos , combinado con el control directo del jugador vía sidescrolling. Los jugadores tienen la posibilidad para hablar con personajes del juego y explorar los entornos y las partes escondidas de la historia, también puede regresar a zonas ya exploradas pero en distintos tiempos para ver cómo las cosas han cambiado. Cada episodio de Sally Face contiene rompecabezas opcionales que revelan más de la historia. El juego también incluye varios minijuegos que rompen con el estilo habitual del gameplay.

## Banda sonora
Cada episodio de Sally Face tiene su propia banda sonora individual, conteniendo un total de cinco álbumes. Las pistas fueron compuestas por Steve Gabry. 
| Álbumes | Álbumes                          |
| ------- | -------------------------------- |
| 1       | Sally Face: Strange Neighbors    |
| 2       | Sally Face: The Wretched         |
| 3       | Sally Face: The Bologna Incident |
| 4       | Sally Face: The Trial            |
| 5       | Sally Face: Memories and Dreams  |

## Argumento
Nota: Este resumen está dicho en un modo lineal, en el juego el plot principal de los primeros cuatro episodios está dichos como flashbacks por un Sal aun mayor.
Episodio 1Vecinos Extraños
Sal Fisher, un chico de 15 años con una cara prostética, se muda con su padre a los Apartamentos Addison, una construcción en la ciudad de Nockfell. El día antes de su llegada uno de los otros residentes, la Señora Sanderson, fue asesinada. Sal explora y conoce a los otros inquilinos, incluyendo a Larry Johnson, quién revela que él presenció  el asesinato. Sal ayuda a Larry  a encontrar evidencia de que el asesino era uno  de los otros inquilinos, Charley Mansfield. Presentan la evidencia a la policía y él es arrestado.
Episodio 2The Wretched
Varios meses después Larry le dice a Sal que siente que él  ha sido maldecido por un demonio en el edificio. Sal promete ayudarle y van con Todd Morrison, un inquilino de su edad quién crea artilugios. Todd modifica el "Gear Boy" de Sal para que sea  capaz de detectar lugares sobrenaturales y los tres juntos exploran el edificio. En el piso superior, el cual esta bajo renovación, Sal logra entrar a una habitación secreta, donde encuentra al demonio. Larry entra a la habitación para salvar a Sal y elimina al demonio con otro artilugio que hizo Todd.
Episodio 3The Bologna Incident
Mas de un año después Sal y sus amigos deciden investigar el extraño sabor de la bologna en su escuela. Después de descubrir que esta es producida por la profesora de matemáticas la Señora Packerton, quién vive en los Apartamentos Addison , Sal y Larry deciden irrumpir en su apartamento. Aquí  encuentran que la bologna está siendo hecha con carne humana. Su amiga Ashley Campbell descubre un conducto de basura escondido pero lo cae en el. Sal, Larry, y Todd encuentran que el conducto llega hasta un templo oculto debajo el edificio, donde  salvan a Ashley.
Episodio 4The Trial
Cinco años más tarde, Sal ahora un adulto vive con Todd en una casa en la carretera de Apartamentos Addison , donde han dedicado los últimos años en investigar el culto. Ashley viene a visitarlos, ella y Sal se encuentran en un lago. Aquella noche Sal recibe mensajes extraños de Larry, este se apresura a ir a los apartamentos, sólo para descubrir que Larry se ha suicidado. Sal y el fantasma de Larry trabajan juntos para hacerse paso a través del edificio de apartamentos, donde se encuentra en el "otro mundo" que todos los residentes están cubiertos con un crecimiento extraño. Cuándo Sal logra acercarse a Terrence Addison, el dueño de la construcción quién nunca deja su habitación, encuentra que ha sido poseído por una masa verde carnosa desde que era un niño . Sal Derrota la masa verde pero una aparición de Terrence le dice  tiene que matar a todos los inquilinos infectados para acabar con la infestación. A regañadientes, Sal se ve obligado y asesina a todos los residentes. En el Lobby,  encuentra a Todd, quién ha sido poseído por el demonio. Ashley había llegado al  apartamento momentos antes, y al abrir la puerta  descubre Sal cubierto en sangre y llama a las autoridades. Sal es arrestado inmediatamente cuando  llegan. 
Dos años más tarde Sal es puesto a prueba y, a pesar de los mejores  esfuerzos de Ashley, Sal es sentenciado a muerte. Ashley más tarde encuentra  pruebas de la  historia de Sal en la forma de un cuadro del fantasma de Larry, pero llega tarde para salvar a Sal, presenciando su muerte.
Episodio 5Memories and Dreams
Después de que Sal muere, Ashley continúa las investigaciones de Todd acerca del culto. Coloca explosivos en templo principal del culto, aun así,  es incapaz de detonar los explosivos. Creyendo que Sal esta destinado a destruir el culto  empieza un ritual para poder revivirlo, y se sacrifica para otórgale un anfitrión físico para el espíritu de Sal, temporalmente manteniéndola viva y dándole sus habilidades especiales. Van al templo, donde Ashley, el espíritu de Sal, y el fantasma de Larry derrotan a "El Inacabable", la entidad núcleo del culto, salvando a Todd de la posesión del culto. El fantasma de Larry desaparece, dejando a los otros para que puedan rezar por el. Incluso después de los mejores esfuerzos del grupo para salvar el mundo del culto, es más tarde de lo que parece ya que en el epílogo desbloquéable, podemos ver que el 33% de la población del planeta había sido consumida por la oscuridad.

## Desarrollo
Sally Face fue desarrollado por el estudio de juego indie Portátil Moose, integrado solo por el desarrollador Steve Gabry. El juego tomó cinco años para ser desarrollado. Este se realizó utilizando el motor de juegos de Unity. Mientras que Steve  tuvo primero el concepto de juego y el mundo de Sally Face alrededor de 2006/2007,el desarrollo del juego no empezaría oficialmente sino hasta 2015. Steve tomo a las caricaturas de los 90s y pesadillas personales como su inspiración principal. En 2016, en la campaña de Indiegogo, obtuvo $13,697 para realizar su juego, Steve  Gabry empezó a trabajar en la dedicación exclusiva de Sally Face . Sally Face, Episodio Uno: los vecinos Extraños fue lanzado el 16 de gosto de 2016, en itch.io y el 14 de diciembre en Steam. Episodio Dos: El Wretched fue liberado el 7 de julio de 2017. Episodio Tres: El Bologna el incidente fue lanzado el 10 de febrero de 2018. Episodio Cuatro: La Prueba fue lanzado el 30 de noviembre de 2018. Episodio Cinco: las memorias y Los Sueños es el episodio final  y fue lanzado el 13 de diciembre de 2019.

## Recepción
Sally Face en general ha sido recibido positivamente  por críticos. El sitio web Gamers Decide puso a Sally Face en sus 10 mejores Juegos Narrativos. Nerdvana Lo llamó "una pieza maestra de horror psicologico" y alabó el juego por evocar emociones fuertes. Aventure Gamers critica a Sally Face por esconder elementos importantes de la historia  detrás de rompecabezas opcionales pero finalmente dijo que "es una interesante y unica experiencia de juego que tiene que ser jugada para ser creído."

### Premios
- Ganador, "Indie del Año 2018" - IndieDB[7]
- Finalista, "Indie - Digital" - Let's Play PA 2017[8]
- Superior 100, "Indie del Año" - IndieDB[9]